# 替米沙坦/氫氯噻嗪
替米沙坦/氫氯噻嗪是一种治疗高血壓的口服药物。它是血管紧张素II受体拮抗剂ー替米沙坦与利尿劑ー氢氯噻嗪的组合。如果单独使用替米沙坦效果不佳，可以尝试使用這個药物。
常见副作用包括头晕、上呼吸道感染、恶心、腹泻和疲倦。严重副作用包括腎功能衰竭、電解質不平衡和过敏。怀孕期使用可能伤害婴儿。替米沙坦能阻断血管紧张素II，而氢氯噻嗪會減少腎保留水分的能力。
這個複方藥于 2000 年在美国取得医疗使用許可。名列世界卫生组织基本药物标准清单。 已有學名药可用。